# Herman Mannheimer
Herman Mannheimer, född 26 juli 1867 i Göteborgs mosaiska församling, Göteborg, död 10 augusti 1942 i Göteborgs Vasa församling, Göteborg, var en svensk finansman.
Han var son till finansmannen Theodor Mannheimer och Hanne Meyer, bror till advokaten och politikern Otto Mannheimer samt farbror till advokaten Love Mannheimer.
Efter att ha genomgått Göteborgs handelsinstitut anställdes han 1891 vid Skandinaviska Kredit AB, där han 1899 blev chef för Göteborgskontoret. I bankens ledning kvarstod han till 1930 och har stor andel i dess expansion, markerad bland annat av bankens engagemang i flera för Sveriges näringsliv viktiga kreditoperationer, såsom Trafik AB Grängesberg-Oxelösunds inköp, Götaverkens och SKF:s utveckling till världsledande företag. Han var styrelseledamot i flera företag, som LKAB och olika privata järnvägsbolag och rederier.
Mannheimer deltog liksom andra rika göteborgare i donationsverksamheten, bland annat till Göteborgs museum. Han var även verksam som amatörkonstnär och finns representerad med ett teckningsalbum innehållande 21 blyertsteckningar vid Göteborgs universitetsbibliotek.
Han var gift från 1898 med Lisa Magnus (1876–1957) och far till Ted Mannheimer.